# Gary Lavergne
Gary Mitchell Lavergne (ur. 28 października 1955 roku w Church Point, w stanie Luizjana) – amerykański pisarz. Znany głównie z dwóch powieści biograficznych poświęconych wielokrotnym mordercom: Charlesowi Whitmanowi i Kennethowi McDuffowi. Żadna z jego książek nie doczekała się jeszcze wydania na rynku polskim. 

## Niektóre publikacje
- A Sniper in the Tower (1997), książka ta opowiada o Charlesie Whitmanie, szalonym snajperze, którzy w 1966 roku z wieży uniwersyteckiej otworzył ogień do ludzi będących na dole, zabijając czternastu z nich.
- Bad Boy from Rosebud (1999), książka o seryjnym mordercy kobiet Kennethcie McDuffie.

Źródła:
http://www.garylavergne.com/gmlbio.htm